# Opfergang (1944)
Opfergang ist ein deutscher Spielfilm von Veit Harlan in Agfacolor. Er wurde vom 21. August 1942 bis 1943 in Berlin (u. a. am Wannsee), Potsdam, Hamburg, in der Umgebung von Eutin (Großer Eutiner See beim Redderkrug), auf Rügen und auf Hiddensee gedreht und basiert auf der 1912 erschienenen Novelle Der Opfergang von Rudolf G. Binding, deren Inhalt im Sinne der nationalsozialistischen Propaganda verändert wurde. Der Film kam im Dezember 1944 zur Uraufführung.

## Handlung
Albrecht Froben kehrt nach drei Jahren von einer Seereise, die ihn über Afrika bis nach Japan geführt hat, in seine Heimatstadt Hamburg zurück. Binnen kurzer Zeit verlobt er sich mit Octavia, der schönen und klugen Tochter seines Onkels. Sie wohnen auf einem Wassergrundstück an der Elbe. Der Abenteurer Albrecht tut sich schwer, sich in das geruhsame und melancholische Leben der Familie einzugewöhnen, wo das Spielen von Nocturnen (von Chopin) und Rezitationen von Nietzsche (Dionysos-Dithyramben: "Die Sonne sinkt") an der Tagesordnung sind. Er lernt die in der Nachbarvilla wohnende Aels Flodéen – eine Frau aus Finnland, die ihren Sommer in Hamburg verbringt und häufiger Reisen nach Afrika unternimmt – kennen und reitet mit ihr häufig aus. Aels verliebt sich in Albrecht, was dieser zunächst nicht bemerkt. Octavia akzeptiert die Freundschaft der beiden.
Albrecht wird durch seinen besten Freund Mathias, der zuvor ebenfalls an Octavia interessiert war, auf die Gefährlichkeit seiner Beziehung mit Aels aufmerksam gemacht. Schnell heiratet er Octavia und zieht mit ihr nach Düsseldorf. Bei einer Karnevalsveranstaltung stellt Octavia endgültig fest, dass die rheinische Mentalität nicht zu ihr passt. Albrecht kann die Gedanken an Aels trotz der räumlichen Distanz nicht überwinden und glaubt sie fälschlicherweise hinter dem Karnevalskostüm einer Besucherin zu entdecken. Während das Ehepaar in Düsseldorf lebt, verschlechtert sich der Gesundheitszustand der schwer herzkranken Aels und sie kann kaum ihr Bett verlassen. Sie vertraut ihre Gefühle für Albrecht aber nur ihrem Tagebuch und ihrem Pferd an.
Das Ehepaar Froben zieht wieder nach Hamburg zurück. Albrecht reitet an dem Haus von Aels vorbei und grüßt sie vor ihrem Gartentor, woraufhin sich der Zustand der Kranken unvermutet wieder bessert. Gemeinsam machen sie wieder Reitausflüge und es kommt zu einem Kuss. Octavia erahnt die Affäre und leidet darunter, liebt aber trotzdem weiterhin ihren Ehemann und schweigt über ihre Eifersucht. Sie findet heraus, dass Aels eine Tochter hat, die sie im Hamburger Hafenviertel bei ihrer alten Amme untergebracht hat. Der Zustand von Aels verschlechtert sich unterdessen wieder und Albrecht reitet täglich in gewohnter Manier an ihrem Haus vorbei.
Als in der Stadt Typhus ausbricht, bittet Aels Albrecht, ihre Tochter zu holen. Er rettet das Kind, steckt sich jedoch selbst mit der Krankheit an und kommt auf eine Quarantänestation ins Krankenhaus. Aels liegt in ihrer Villa im Sterben und weiß davon nichts, sie wartet vergeblich auf das Vorbeireiten Albrechts. Octavia entscheidet sich für einen „Opfergang“ und übernimmt die Rolle Albrechts als Reiter, um ihrem Mann ihre aufrichtige Liebe zu beweisen. Aels stirbt im Delirium, aber glücklich. Albrecht wird wieder gesund und lernt seine Ehefrau durch ihr dargebrachtes Opfer wieder lieben. Die Asche von Aels wird in das Meer verstreut.

## Produktion und Veröffentlichung
Der Film wurde aus Kostengründen zeitgleich mit Immensee produziert, dessen Dreharbeiten zwei Monate eher begannen. Beide Filme entstanden unter der Regie von Harlan mit Raddatz und Söderbaum in den Hauptrollen. Die Drehzeit dauerte vom 21. August 1942 bis um den 5. August 1943. Gedreht wurde in der Ufastadt Babelsberg sowie bei Berlin, bei Eutin, auf Hiddensee und in Hamburg.
In dem Roman von Binding stirbt im Gegensatz zum Film am Ende nicht Aels, sondern Albrecht. Diese Veränderung wurde angeblich von Goebbels angeordnet, da die Figur der Aels als ehebrecherische Frau konträr zu den familienpolitischen Vorstellungen der Nationalsozialisten gestanden habe. Harlan soll sich gegen diese Änderung ausgesprochen und mit dem Abbruch des Projekts gedroht haben, da er eigentlich eine literaturgetreue Inszenierung des Binding-Romans gewollt habe.
Erst am 8. Dezember 1944 kam Opfergang in Hamburg und Berlin erstmals in die deutschen Kinos. Der Hauptgrund hierfür war, dass man die beiden kostspieligen Farbspiel-Melodramen Immensee und Opfergang nicht gleichzeitig in die Kinos lassen wollte, da sie sich gegenseitig wahrscheinlich Zuschauer weggenommen hätten.
Von den Alliierten Militärbehörden zunächst verboten, kam der Film 1952 auch in die Kinos der Bundesrepublik Deutschland.
Die Murnau-Stiftung ließ Opfergang und Immensee 2016 digital restaurieren. Hierbei wurde in Opfergang eine bislang geschnittene Szene wiedereingefügt, so dass der Film nunmehr in einer 95-minütigen Fassung (originale Kinofassung 98 Minuten; gekürzte Verleihfassung 93 Minuten) vorliegt. Der digital restaurierte Film wurde bei den 73. Internationalen Filmfestspielen von Venedig uraufgeführt und erschien am 22. September 2016 auf DVD und Blu-ray.

### Bisher geschnittene Szene
Albrecht und Octavia trinken zusammen Kaffee. Nach der Abblende sieht man kurz ein Segelboot auf einem See – dann erfolgt ein Schnitt und man sieht Octavia und Albrecht noch kurz sich küssen. In der dazwischenliegenden Szene, die in den bisherigen Fassungen nicht mehr enthalten war, findet Folgendes statt:
Man sieht Albrecht und Mathias auf dem Segelboot (Rückprojektion des Wannsees, der wohl die Alster sein soll) über Octavia sprechen, wer sie wohl mehr mag/liebt, mit der Erkenntnis, dass Albrecht sie fragen möchte, ob … (Überblendung zum Schlafzimmer von Octavia, wo Albrecht sie direkt fragt) … sie ihn heiraten möchte. Octavia (in Großaufnahme) nimmt den Heiratsantrag an – es folgt der Kuss, der auch in der geschnittenen Fassung enthalten war, und der Satz „Auch keines Armes Länge darf mehr zwischen uns sein“ (Länge 2:20 Minuten).

## Trivia
Christoph Schlingensiefs Film Mutters Maske (1988) ist eine freie Adaption von Opfergang.

## Kritiken
Dirk Jasper vom FilmLexikon nennt den Film „ein bewegendes Melodram um die Kraft einer großen Liebe – eine klassische Kristina-Söderbaum-Rolle“. Nach dem Lexikon des internationalen Films handelt es sich um eine „in stimmungsvollen Bildern entwickelte Literaturverfilmung mit guten Darstellern; in der psychologischen Zeichnung der edlen Gefühle oberflächlich und übertrieben melodramatisch“.
Filmportal.de ordnet den Film in Harlans umstrittenes künstlerisches Schaffen ein: „Die Morbidität und Sinnlichkeit von Opfergang – von Goebbels als ‚Todeserotik‘ tituliert – wirken verstörend. Dadurch wird gerade Opfergang zu einem Film, der eine eindeutige Einordnung Harlans in die NS-Propagandamaschinerie erschwert, obwohl mit Jud Süß alles so eindeutig zu sein scheint.“
Frieda Grafe schreibt über die Farben im Film, dass diese wesentlich zur Atmosphäre des Filmes beitragen würden. 1943 sei das Farbverfahren Agfacolor zwar schon farbenprächtig geworden, doch habe es insbesondere noch Probleme mit Rot und Innenfarben gegeben. Der Film spiele das aus: An den mehrfach gesteigerten Rottönen ließen sich die dramatischen Höhepunkte des Filmes ablesen. Die Gesellschaft der feinen Leute im Film sei „farblos und lichtscheu“, in den Karnevalszenen werde dagegen auf eine Überschüttung von Farben gesetzt.
Der Philosoph Slavoj Žižek erklärte Opfergang in einem Interview zum „besten deutschen Film aller Zeiten“, der über den „Weg zum Opfer“ handele. Er verglich ihn mit der Ayn-Rand-Verfilmung Ein Mann wie Sprengstoff aus den Vereinigten Staaten und Eisensteins Iwan der Schreckliche aus der Sowjetunion. Zizek – der Filme besonders unter ideologiekritischem Blickwinkel betrachtet – erklärte, diese drei Filme seien zusammen die „besten drei Filme aller Zeiten“.